# باشگاه فوتبال شاختار دونتسک
باشگاه فوتبال شاختار دونتسک (اوکراینی: Футбольний клуб «Шахта́р» Донецьк) مشهور به معدنچی‌ها یک باشگاه فوتبال حرفه‌ای در اوکراین است که در شهر دونتسک قرار دارد. در سال ۲۰۱۴ میلادی و در پی مداخله نظامی روسیه در اوکراین، باشگاه مجبور شد که به لووف نقل مکان کند و از اوایل سال ۲۰۱۷ نیز در خارکیف بازی می‌کند، در حالی که دفتر مرکزی و زمین‌های تمرین این باشگاه در کی‌یف قرار دارد.
شاختار در چندین رقابت اروپایی شرکت داشته‌است و اغلب در لیگ قهرمانان اروپا به‌عنوان نمایندهٔ اوکراین حاضر می‌شود. این باشگاه نخستین باشگاه اوکراین است که پس از استقلال اوکراین، قهرمان لیگ اروپا در سال ۲۰۰۸–۲۰۰۹ شده‌است. شاختار دونتسک در کنار باشگاه فوتبال دینامو کیف تنها باشگاه‌های اوکراینی هستند که قهرمان جامی معتبر در اروپا شده‌اند.
این باشگاه پیش‌تر در شهر خانگی‌اش در ورزشگاه ورزشگاه دونباس آرنا بازی می‌کرد ولی پس از مداخله نظامی روسیه در اوکراین و انتقال باشگاه به لووف، بازی‌های خانگی‌اش را در ورزشگاه لووف آرنا برگزار می‌کرد. پس از وقفهٔ زمستانی در فصل ۲۰۱۶–۱۷ میلادی، باشگاه مجدداً نقل مکان کرد و در ورزشگاه متالیست در خارکیف بازی‌هاش خانگی‌اش را برگزار می‌کند.
شاختار دونتسک مشهورترین باشگاه فوتبال اوکراین است و به‌ویژه در قسمت‌های شرقی اوکراین و دنباس هواداران زیادی دارد.

## ترکیب فعلی
تا تاریخ ۲ سپتامبر ۲۰۱۹
| شماره |         | پست       | بازیکن                    |
| ----- | ------- | --------- | ------------------------- |
| ۱     | اوکراین | دروازه‌بان | Oleksiy Shevchenko        |
| ۲     | اوکراین | مدافع     | بوگدان بوتکو              |
| ۴     | اوکراین | مدافع     | Serhiy Kryvtsov           |
| ۵     | گرجستان | مدافع     | Davit Khocholava          |
| ۶     | اوکراین | هافبک     | تاراس استپاننکو (کاپیتان) |
| ۷     | برزیل   | هافبک     | تایسون (کاپیتان)          |
| ۸     | برزیل   | هافبک     | Marcos Antônio            |
| ۹     | برزیل   | هافبک     | دنتینیو                   |
| ۱۰    | اوکراین | مهاجم     | ژونیور مورائس             |
| ۱۱    | اوکراین | هافبک     | مارلوس                    |
| ۱۴    | برزیل   | هافبک     | تته                       |
| ۱۵    | اوکراین | هافبک     | یوگنی کونوپلیانکا         |
| ۱۷    | اوکراین | هافبک     | Maksym Malyshev           |
| ۱۹    | اسرائیل | هافبک     | Manor Solomon             |
| ۲۰    | اوکراین | هافبک     | ویکتور کووالنکو           |

| شماره |         | پست       | بازیکن                       |
| ----- | ------- | --------- | ---------------------------- |
| ۲۱    | برزیل   | هافبک     | آلان پاتریک                  |
| ۲۲    | اوکراین | مدافع     | Mykola Matviyenko            |
| ۲۳    | اوکراین | مهاجم     | Andriy Boryachuk             |
| ۲۷    | برزیل   | هافبک     | Maycon                       |
| ۲۸    | برزیل   | هافبک     | Marquinhos Cipriano          |
| ۲۹    | اوکراین | هافبک     | Andriy Totovytskyi           |
| ۳۰    | اوکراین | دروازه‌بان | آندری پیاتوف (کاپیتان)       |
| ۳۱    | برزیل   | مدافع     | ایزمایلی گونسالوس دوس سانتوس |
| ۴۵    | اوکراین | مهاجم     | دنیلو سیکن                   |
| ۴۹    | برزیل   | مدافع     | Vitão                        |
| ۵۰    | اوکراین | هافبک     | Serhiy Bolbat                |
| ۷۶    | اوکراین | هافبک     | Oleksandr Pikhalyonok        |
| ۷۷    | اوکراین | مدافع     | Valeriy Bondar               |
| ۸۱    | اوکراین | دروازه‌بان | Anatoliy Trubin              |
| ۹۸    | برزیل   | مدافع     | دودو                         |